# Franco Di Santo
Franco Matías di Santo (sinh ngày 7 tháng 4 năm 1989 tại Mendoza, Argentina) là một cầu thủ bóng đá người Argentina hiện đang chơi bóng cho câu lạc bộ Schalke 04 tại vị trí tiền đạo.

## Sự nghiệp câu lạc bộ
Di Santo chuyển tới Chelsea từ CLB Audax Italiano của Argentina vào ngày 25 tháng 1 năm 2008 với thời hạn hợp đồng là 4 năm.
Di Santo ghi bàn đầu tiên cho Chelsea trước đội dự bị của CLB Fulham F.C. vào ngày 11 tháng 2 năm 2008. Ngày 14 tháng 4 năm 2008 anh có cú hat-trick trước đội dự bị của CLB Tottenham Hotspur.
Di Santo có tên trong danh sách các cầu thủ tập luyện chuẩn bị cho mùa giải 2008-2009 của HLV Luiz Felipe Scolari tại Trung Quốc và đã ghi được 2 bàn thắng vào lưới 2 đội Dược Phẩm Quảng Châu và Thành Đô Blades.

## Thống kê sự nghiệp

### Câu lạc bộ
Tính đến 7 tháng 3 năm 2015
| Câu lạc bộ          | Câu lạc bộ          | Câu lạc bộ          | Mùa giải       | Mùa giải       | Cúp quốc gia | Cúp quốc gia | Cúp liên đoàn       | Cúp liên đoàn       | Châu lục | Châu lục | Tổng cộng | Tổng cộng |
| Mùa giải            | Câu lạc bộ          | Giải đấu            | Trận           | Bàn            | Trận         | Bàn          | Trận                | Bàn                 | Trận     | Bàn      | Trận      | Bàn       |
| Anh                 | Anh                 | Anh                 | Premier League | Premier League | FA Cup       | FA Cup       | Football League Cup | Football League Cup | Châu Âu  | Châu Âu  | Tổng cộng | Tổng cộng |
| ------------------- | ------------------- | ------------------- | -------------- | -------------- | ------------ | ------------ | ------------------- | ------------------- | -------- | -------- | --------- | --------- |
| 2008–09             | Chelsea             | Premier League      | 8              | 0              | 3            | 0            | 2                   | 0                   | 3        | 0        | 16        | 0         |
| Tổng cộng           | FC Chelsea          | FC Chelsea          | 8              | 0              | 3            | 0            | 2                   | 0                   | 3        | 0        | 16        | 0         |
| 2009–10             | Blackburn Rovers    | Premier League      | 22             | 1              | 1            | 0            | 1                   | 0                   | –        | –        | 24        | 1         |
| Tổng cộng           | Blackburn Rovers    | Blackburn Rovers    | 22             | 1              | 1            | 0            | 1                   | 0                   | 0        | 0        | 24        | 1         |
| 2010–11             | Wigan Athletic      | Premier League      | 25             | 1              | 2            | 0            | 2                   | 0                   | –        | –        | 29        | 1         |
| 2011–12             | Wigan Athletic      | Premier League      | 32             | 7              | 1            | 0            | 0                   | 0                   | –        | –        | 33        | 7         |
| 2012–13             | Wigan Athletic      | Premier League      | 35             | 5              | 0            | 0            | 0                   | 0                   | –        | –        | 35        | 5         |
| Tổng cộng           | Wigan Athletic      | Wigan Athletic      | 92             | 13             | 3            | 0            | 2                   | 0                   | 0        | 0        | 97        | 13        |
| Đức                 | Đức                 | Đức                 | Bundesliga     | Bundesliga     | DFB Pokal    | DFB Pokal    | DFL-Ligapokal       | DFL-Ligapokal       | Châu Âu  | Châu Âu  | Tổng cộng | Tổng cộng |
| 2013–14             | Werder Bremen       | Bundesliga          | 23             | 4              | 0            | 0            | –                   | –                   | –        | –        | 23        | 4         |
| 2014–15             | Werder Bremen       | Bundesliga          | 25             | 13             | 2            | 1            | –                   | –                   | –        | –        | 27        | 14        |
| Tổng cộng           | Werder Bremen       | Werder Bremen       | 48             | 17             | 2            | 1            | 0                   | 0                   | 0        | 0        | 50        | 18        |
| Tổng cộng sự nghiệp | Tổng cộng sự nghiệp | Tổng cộng sự nghiệp | 170            | 31             | 9            | 1            | 4                   | 0                   | 3        | 0        | 179       | 32        |

### Quốc tế
Tính đến 10 tháng 4 năm 2013
| Đội tuyển quốc gia | Năm       | Trận | Bàn |
| ------------------ | --------- | ---- | --- |
| Argentina          | 2012      | 1    | 0   |
| Argentina          | 2013      | 2    | 0   |
| Tổng cộng          | Tổng cộng | 3    | 0   |